# Huoshan
Huoshan (chiń. upr. 霍山县; chiń. trad. 霍山县; pinyin Huòshān Xiàn) – powiat w południowej części prefektury miejskiej Lu’an w prowincji Anhui w Chińskiej Republice Ludowej. Liczba mieszkańców powiatu, w 2010 roku, wynosiła 315 144.